# Prévision policière
 (mars 2024).
Si vous disposez d'ouvrages ou d'articles de référence ou si vous connaissez des sites web de qualité traitant du thème abordé ici, merci de compléter l'article en donnant les références utiles à sa vérifiabilité et en les liant à la section « Notes et références ».
 (mars 2024).
La mise en forme du texte ne suit pas les recommandations de Wikipédia : il faut le « wikifier ».
Les points d'amélioration suivants sont les cas les plus fréquents. Le détail des points à revoir est peut-être précisé sur la page de discussion.
- Les titres sont pré-formatés par le logiciel. Ils ne sont ni en capitales, ni en gras.
- Le texte ne doit pas être écrit en capitales (les noms de famille non plus), ni en gras, ni en italique, ni en « petit »…
- Le gras n'est utilisé que pour surligner le titre de l'article dans l'introduction, une seule fois.
- L'italique est rarement utilisé : mots en langue étrangère, titres d'œuvres, noms de bateaux, etc.
- Les citations ne sont pas en italique mais en corps de texte normal. Elles sont entourées par des guillemets français : « et ».
- Les listes à puces sont à éviter, des paragraphes rédigés étant largement préférés. Les tableaux sont à réserver à la présentation de données structurées (résultats, etc.).
- Les appels de note de bas de page (petits chiffres en exposant, introduits par l'outil «  Source ») sont à placer entre la fin de phrase et le point final[comme ça].
- Les liens internes (vers d'autres articles de Wikipédia) sont à choisir avec parcimonie. Créez des liens vers des articles approfondissant le sujet. Les termes génériques sans rapport avec le sujet sont à éviter, ainsi que les répétitions de liens vers un même terme.
- Les liens externes sont à placer uniquement dans une section « Liens externes », à la fin de l'article. Ces liens sont à choisir avec parcimonie suivant les règles définies. Si un lien sert de source à l'article, son insertion dans le texte est à faire par les notes de bas de page.
- La présentation des références doit suivre les conventions bibliographiques. Il est recommandé d'utiliser les modèles {{Ouvrage}}, {{Chapitre}}, {{Article}}, {{Lien web}} et/ou {{Bibliographie}}. Le mode d'édition visuel peut mettre en forme automatiquement les références.
- Insérer une infobox (cadre d'informations à droite) n'est pas obligatoire pour parachever la mise en page.

Pour une aide détaillée, merci de consulter Aide:Wikification.
Si vous pensez que ces points ont été résolus, vous pouvez retirer ce bandeau et améliorer la mise en forme d'un autre article.
La prévision policière (développé aux États-Unis sous le nom de Predpol ou predictive policing) fait référence à l'application des techniques de prévision et d'analyse, notamment des données, à la prévention de la criminalité. Etant une composante technologique du concept de la « safe city », cette méthode prend souvent la forme d’un outil cartographique permettant d’organiser les patrouilles de police et a été saluée par les médias comme une innovation révolutionnaire capable d’arrêter le crime avant qu'il n'ait lieu. Il emploie une technique ayant son origine dans la simulation des tremblements de terre. Ainsi la prévision policière repose sur un système de répétition du crime dans la même zone comme les répliques sismiques et de contagion du crime à d'autres zones. S'appuyant sur les enquêtes de victimation, les algorithmes de prévision policière repose sur le Machine learning (apprentissage de l'algorithme via l'absorption de données récurrentes). 
La prévision policière s’inscrit dans la continuité du « hotspots policing » qui, depuis les années 90, incarne un modèle de police proactive intervenant dans les zones où se concentrent les crimes, et ce avant d’y être appelée.
En 2010 les chercheurs proposèrent qu'il serait possible de prévoir certains délits, de la même manière que les savants prévoient les répliques sismiques. En 2008 le chef de la police de Los Angeles s'est mis à collaborer avec les directeurs du bureau d'aide légale (BJA) et l'institut national de justice (NIJ) en vue d'élaborer le concept de la prévision policière pour prévenir la criminalité. En novembre 2011, le magazine TIME désigna la prévision policière comme une des 50 meilleures découvertes de l'année. Les services de police de plusieurs États américains (tels que la Californie, le Washington, la Caroline du Sud, l'Arizona, la Tennessee et l'Illinois) ont mis en œuvre la prévision policière.
Ainsi deux modèles de prévisions policière, se distinguent : le modèle de police prédictive reposant sur l'analyse de l'espace et du temps afin d'identifier des zones criminogènes et d'allouer les ressources policières vers ces zones. C'est notamment ce modèle qui sera mise en place à Los Angeles via le Predpol. Puis, le modèle de prédiction policières centré sur l'individu, l'identification des individus ayant le plus de chance d'être des victimes de crimes ou d'être auteurs de crimes via des scores de risques individuels. C'est notamment ce modèle qui sera mise en œuvre à Chicago. 
Remise en cause par les services de police de Los Angeles et de Chicago, notamment par les inspections internes, l'efficacité de la technique a été mise à l'épreuve par le service de police de Los Angeles, qui la trouva deux fois plus précise que ses pratiques actuelles. Le modèle de prévision policière sera progressivement démantelé dans ces villes portant pionnières. À Santa Cruz (Californie), la mise en œuvre des méthodes de la prévision policière sur une période de six mois fit baisser les cambriolages de 19 %. À Kent, 8,5 % de la criminalité de rue eut lieu dans les endroits prévus par PredPol, surpassant les 5 % des analystes criminels.

## Critiques de Predpol
La prévision policière a fait l’objet de nombreuses critiques, à commencer par Predpol. Il a été reproché à l’entreprise californienne de ne jamais avoir soumis son algorithme à une évaluation indépendante et d’avoir, à la place, établi une méthode de communication agressive. Ainsi, le contrat, passé entre la firme et la police de Modesto et révélé par le site publicintelligence.net en 2014, stipule que les agents de police s’engagent à réaliser une communication positive autour de l’outil en échange d’un prix soldé. De plus, se démarquant des autres prestataires, Predpol propose également la prise en charge des serveurs permettant le stockage des données et leur analyse, posant ainsi la question de la souveraineté et du contrôle de données sensibles. L’une des critiques récurrentes autour des logiciels de police prédictive est la confirmation des biais raciaux. En effet à Los Angeles l’utilisation du Predpol (police prédictive) fonctionne par l'identification des zones criminogènes via des données historiques biaisées (dépôt de plaintes par exemple) mais s'inscrivant dans un contexte social et racial particulier. Cela provoque une mise en place d'une logique de  production de rapport, un cycle d’arrestations et de contrôle policier et donc une allocation des ressources policières dans cette même zone. Tout cela renseigné dans la base de données de l’algorithme. Ainsi l’algorithme alimente un cercle vicieux, où les zones identifiées comme les zones à forte criminalité ou délinquance se retrouvent avec une surveillance policière disproportionnée occasionnant une plus forte identification de cette zone en tant que zone criminogène, une plus forte production de rapports ouvrant à un cycle toujours plus fort de répression et de surveillance policières dans ces zones. C'est donc un phénomène d'auto-réalisation créant un biais de confirmation au sein des services policiers. Les logiciels de police prédictive sont donc accusés d'alimenter le contrôle au faciès et le profilage ethnique. Ainsi, l'Union américaine pour les libertés civiles a critiqué cet aspect de la police prédictive dans un article de 2016.   
À Los Angeles cela s’est concrétisé par une plus forte surveillance des quartiers afro-américains et hispaniques c’est cette problématique qui a motivé la ville de Los Angeles à abandonner la politique de mise en place d'algorithmes de police prédictive.  Ainsi, pour beaucoup de spécialistes les logiciels ne tiennent pas compte de la spécificité historique, économique, sociale et politique des dynamiques de délinquance et de criminalité.            
En France, la police prédictive fait l'objet de fortes réserves de la part d'un collectif de chercheurs grenoblois qui lui reproche, notamment, de déplacer les zones de criminalité, hors des territoires criminogènes identifiés par Predpol. D'autre part, ils affirment avec étude à l'appui, que l’algorithme de la société américaine prédit surtout des résultats déjà connus des services de police. 
Un rapport de 2019 de l’Institut Paris Région (IPR), ex-Institut d’aménagement et d’urbanisme (IAU) d’Ile-de-France cité dans cet article concernant la videosurveillance et la police prédictive pointe les atteintes à la vie privée « Le risque, tel que l’identifient les associations de défense des libertés individuelles, est celui d’une surenchère de dispositifs de contrôle et un renforcement des logiques de surveillance massive.» 
Plus généralement, Bilel Bendouzid explique que les systèmes de prévision policière, en particulier Predpol au travers de son système de traçage basé sur le GPS des voitures de police, est avant tout un moyen de rationalisation fonctionnelle et économique des services de police dans l’esprit du new public management. Selon l’auteur, « au travers des plateformes de police prédictive, le travail policier est ainsi mis en équivalence et organisé à partir d’indices de productivité basés sur le niveau de criminalité ». Le traçage numérique offrirait donc de nouveau moyen de gestion du travail. Les logiciels de prévision policière s’inscrivent dans la continuité du système Comptsat (en) déployé par la police de New York dans les années 90, jugé depuis anticonstitutionnel et qui a été amplement réformé. Compstat est un dispositif de management visant à rendre la police proactive en responsabilisant l’ensemble des échelons. Ainsi, des quotas de contrôle ont été mises en place.
Enfin, certaines critiques évoquent le fait que cette évolution de la police n’ait pas été le fruit d’un débat politique sur la réforme des institutions policières, mais plutôt le résultat de logiques économiques. Ces systèmes sont donc symptomatiques de la place de plus en plus importante prise par les entreprises de matériels informatiques dans les processus de gouvernance des villes.